# Psychotria amplissima
Psychotria amplissima är en måreväxtart som beskrevs av Elmer Drew Merrill. Psychotria amplissima ingår i släktet Psychotria och familjen måreväxter. Inga underarter finns listade i Catalogue of Life.